# Digg
Digg (на български изкопай) е социална мрежа за новини създадена от Кевин Роуз, чиято идея е да предостави на хората възможност да откриват и споделят съдържание отнякъде в интернет, чрез публикуване на връзки към новини, както и гласуването и коментирането им. Гласуването на връзки нагоре и надолу, е основна функция на сайта и носи неговото име, съответно „изкопай“ и „закопай“. Много връзки са публикувани всеки ден, но само „най-изкопаните“ връзки се появяват на първа страница. Популярността на Digg подтиква към създаването на други сайтове за социални контакти.